# Långt liv i lycka
Långt liv i lycka är ett studioalbum från 1997 av Niklas Strömstedt, samt namnet på en av låtarna från albumet. CD-versionen släpptes på skivmärket Warner och MK-versionen på Metronome. Det toppade den svenska albumlistan.

## Låtlista
Där inte annat anges är låtarna skrivna av Niklas Strömstedt.
1. "Inga änglar gråter" – 4:46
2. "24 timmar" – 4:01
3. "Sånt är livet" – 4:38
4. "Sången du hör är din" – 3:01
5. "Den här stan" – 3:48 (Strömstedt, Stefan Törnqvist)
6. "När solen går upp" – 3:52
7. "Gå på jorden" – 4:07
8. "Färja ut i rymden" – 4:36
9. "Rummet intill" – 4:04
10. "Långt liv i lycka" – 3:52
11. "Ta mej dit" – 2:57
12. "Ring och säg godnatt" – 4:06

## Medverkande
- Niklas Strömstedt – sång, piano, gitarr, klaviatur, klockspel, vibrafon
- Christer Jansson – trummor, slagverk
- Johan Lindström – bas, git, vibrafon, piano, klaviatur

## Listplaceringar
| Lista (1997) | Topplacering |
| ------------ | ------------ |
| Sverige      | 1            |

### Fotnoter
1. ↑  Information i Svensk mediedatabas.
2. ↑  Information i Svensk mediedatabas.
3. ↑  Listplacering